# مايرون سكولز

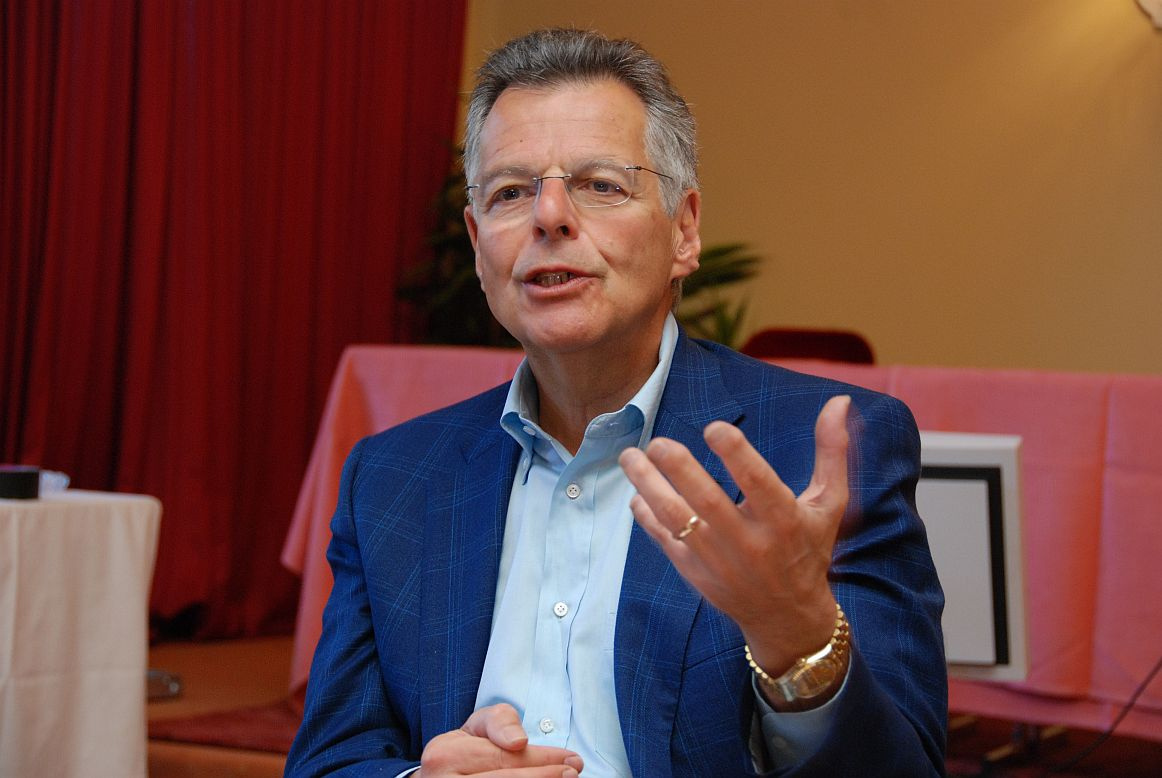
سكولز ، 2009

ولد ماريون شولز (Myron S. Scholes) في تميس في أونتاريو بكندا في 1 تموز 1941 وكان والدة طبيب أسنان. انتقل 500 ميلا إلى الجنوب في هاميلتون، أونتاريو. في السادسة من العمر توفيت والدته وكانت صدمة بالغة له وتسببت في انخفاض قدرتة علي الرؤية وحينما بلغ من العمر ستة وعشرين قام بعملية زرع القرنية ز التحق بجامعة ماكماستر ودرس الاقتصاد. تخرج عام 1962، وعمل مبرمجا وفي عام 1968 أصبح استاذا مساعدا المالية في مدرسة سلون للإدارة في جامعة ماساتشوستس مع بول فرانكو موديغلياني كووتنر، وستيوارت مايرز. في عام 1969 انضم اليه روبرت ميرتون.
بدأ العمل على آثار الضرائب على أسعار الاصول والحوافز. دراسة تأثير الضرائب على الارباح من أسعار الاوراق المالية في ثلاث صحف واحد مع فيشر وميرتون ميلر. ودراسة التفاعل بين الحوافز والضرائب التنفيذي في التعويض. وفي عام 1981 زار جامعة ستانفورد وأصبح العضو الدائم في كلية إدارة الأعمال وكلية الحقوق في عام 1983.
نشر العديد من المقالات عن هذه المواضيع كتابتها وادراجها في الكتب والضرائب والتجارة الاستراتيجيه منها: منهج تخطيطي صدر في عام 1992. في عام 1990 انتقل إلى دراسة على دور المشتقات المالية. تلقي شهادة الدكتوراه الفخريه من ثلاث جامعات. جامعة باريس في عام 1989. جامعة ماكماستر عام 1990، والجامعة الكاثوليكية في 1998.
له العديد من المنشورات مثل "الرابطة بين السوق وتحديد اجراءات المحاسبة وتحديد الخطر" 1970 "نموذج تسعير الاصول الرأسمالية: بعض الاختبارات التجريبيه" و"سوق الاوراق البديله مقابل تأثير المعلومات على الأسعار" 1972. "معدلات العائد بالنسبة للمخاطرة: إعادة النظر في بعض النتائج " 1972 "قيمة عقود الخيارات واختبار كفاءه السوق" 1972. "تسعير الخيارات والمسؤوليات " 1973. "ما تحقق من مكاسب وارباح من الاسهم على سياسة الاسعار والعوائد" 1974."الضرائب وتسعير الخيارات" 1976. "تقدير جيدات من نونسينشرونوس البيانات" 1978 "عائدات وضرائب" 1978." تصفية الأصول في وجود الضرائب الشخصية: الآثار تسعير الاصول" 1980. "المدير التنفيذي في تعويض الضرائب والحوافز" ا 1982 "الآثار الاقتصادية لدعوى الجوانب المالية للولايات المتحدة ونظام جامعة شيكاغو. 1983,"من تملك الاصول في تحديد فائده التقاعد" 1983 "الضرائب والإدارة المالية، والتطورات الحديثة في تمويل الشركات 1985 "الضرائب والتخطيط والتعويض" 1986. "قضايا نظرية هيكل رأس المال الأمثل" 1987. "تكلفة رأس المال، والتغيرات في النظم الضريبيه" 1988. "ضرائب التجارة، وقيمة العقار" 1989، "استثمار البنوك المركزية: قضية تخفيض عوائد إعادة الاستثمار وخطط شراء الاسهم" سبتمبر 1989. "آثار التغييرات في قوانين الضرائب على الشركات إعادة تنظيم نشاط" 1990. "تحويل الشركات إلى شراكة من خلال الضغط: العوائق النظرية والعملية" 1990 "ضريبة التخطيط والتنظيم والتخطيط الرأسمالي ابلاغ المالي للبنوك التجارية" "دور القوانين الضريبيه في عملية إعادة هيكلة الشركات الأمريكية" 1991, "شركات ردود التخفيضات المتوقعة في معدلات الضريبة: الإصلاح الضريبي لعام 1986"، 1992 "إدارة مخاطر المشاكل والحلول 1995 "الهياكل المالية والنمو الاقتصادي،" 1996 "الأسواق المالية العالمية، والمشتقه من المخاطر" 1996.

## روابط خارجية
- مايرون سكولز على موقع الموسوعة البريطانية (الإنجليزية)
- مايرون سكولز على موقع مونزينجر (الألمانية)
- مايرون سكولز على موقع إن إن دي بي (الإنجليزية)